# Zaiditas
Os zaiditas, sectários do zaidismo, são asseclas duma corrente dissidente, bastante antiga, do xiismo. Atualmente têm uma presença maioritária apenas no norte do Iémen, sendo minoritários no resto do país, cuja população é predominantemente sunita. No passado, ocuparam partes do antigo Império Sassânida, principalmente em torno do Mar Cáspio.
Desde a insurreição iniciada em setembro de 2014, que culminou com a queda do governo de Abd Rabbuh Hadi, em fevereiro de 2015, os zaiditas passaram a constituir a força política dominante no país .

## História
O zaidismo deve o nome a Zaíde ibne Ali, um dos filhos do quarto imame xiita, Zaine Alabidim, que se rebelou inutilmente em Cufa, no ano de 740, contra o poder dos omíadas, por si considerados usurpadores e hostis a Ahl al-Bayt (a família do profeta Maomé). A revolta de Zaíde foi a primeira a ocorrer depois do massacre de Carbala. Foi precedida por uma permanência de Zaíde em Baçorá durante dois meses, e em Cufa, por mais um período. As motivações da revolta tinham raízes sociais e religiosas (entre outras causas, o movimento defendia a legitimidade da deposição do imame, no caso de falha no cumprimento de preceitos religiosos), que também marcaram o zaidismo durante muito tempo, caracterizando-o como um movimento muito perigoso, aos olhos do poder constituído.
A atividade do descendente de profeta Maomé não demorou a chamar a atenção do governo, o que obrigou Zaíde a refugiar-se na mesquita da cidade, ajudado por algumas centenas de seguidores - bem menos numerosos do que os milhares que se tinham oferecido anteriormente para apoiá-lo contra os omíadas. O uáli de Cufa, Iúçufe ibne Omar Atacafi, parente de Alhajaje ibne Iúçufe, conseguiu sufocar a resistência de Zaíde, e seus seguidores, quando seu líder foi morto, retiraram seu corpo secretamente e providenciam um local secreto para sua tumba, tentando evitar ofensas ao seu cadáver. Apesar desses cuidados, Iúçufe ibne Omar conseguiu descobrir o lugar do sepultamento. Desenterrou o cadáver e cortou a sua cabeça, enviando-a ao califa Hixame ibne Abedal Maleque, que a expôs em Damasco, Meca e, finalmente, em Medina. O corpo crucificado ficou exposto no depósito de lixo, em Cufa, por três anos.
A bandeira da revolta foi retomada pelo filho de Zaíde, Iáia do Coração, que também não conseguiu ser vitorioso. No ano de 743, foi derrotada pelo uáli Nácer ibne Saiar. Apesar de derrotadas no campo de batalha, as ideias de Zaíde semearam na população um profundo ódio contra a dinastia dos califas - ódio que foi o propulsor das primeiras e mais importantes manifestações da chamada revolução abássida.

## Características gerais
Se, no campo da jurisprudência, o zaidismo não é muito diferente das maḏāhib sunitas, podendo até ser considerado "moderado", no campo político trouxe diversas novidades, a ponto de o movimento ser incluído entre aqueles considerados "extremistas" (a terminologia árabe usa a palavra ghuluww para caracterizar o movimento). O zaidismo, de fato, não exige ligações de sangue com os Hassânidas ou com os Huceinidas (descendentes de Haçane ou de Huceine, os dois filhos de Ali e de Fátima) da Xia para pleitear a liderança do Islamismo. Determina porém que, legalmente, o poder será atribuído a quem souber guiar os muçulmanos contra os usurpadores e opressores, o que dá uma coloração "militante" ao movimento, contribuindo para que fosse considerado subversivo, nos primeiros séculos do Islã, assim como o dos carijitas e o dos carmatas ismaelitas.